# Kandhkot
Kandhkot är huvudort för distriktet Kashmore i den pakistanska provinsen Sindh. Folkmängden uppgick till cirka 100 000 invånare vid folkräkningen 2017.